# Geologischer Garten Halle

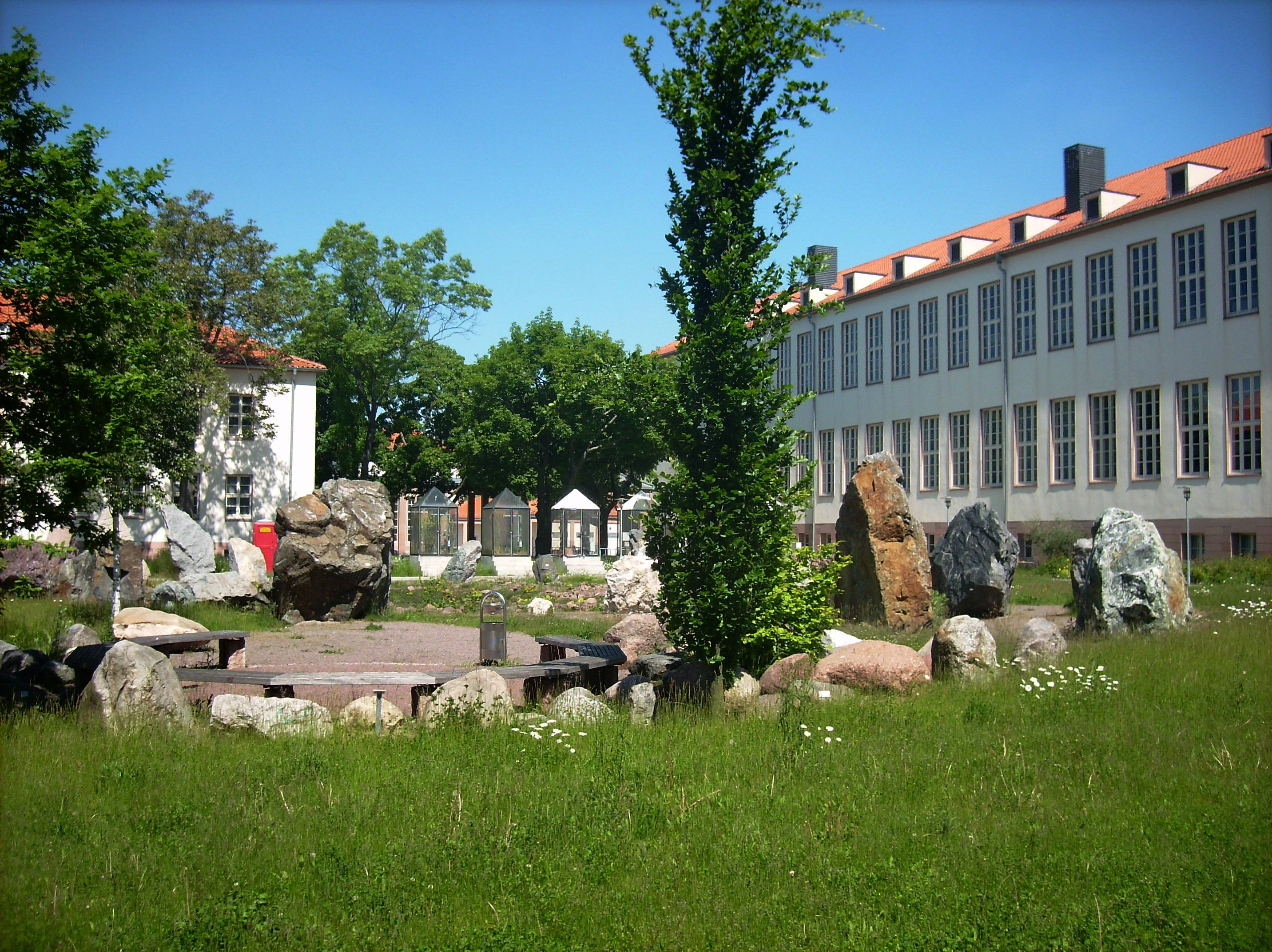
Blick auf eine Sitzgruppe im Geologischen Garten, Juni 2010

Der Geologische Garten in Halle (Saale) befindet sich im Innenhof des Fachbereichs Geowissenschaften der Martin-Luther-Universität Halle-Wittenberg. Der Standort befindet sich in der ehemaligen Heeres- und Luftwaffennachrichtenschule, die durch die Universität genutzt wird. Die Idee entstand 1997 und wurde in den Jahren 2002 bis 2003 umgesetzt.
Im Hof werden Gesteine im Gewicht von insgesamt 300 Tonnen aus allen Teilen Deutschlands ausgestellt, darunter 40 Findlinge im Gewicht von bis zu 30 Tonnen. Die Exponate repräsentieren Magmatite, Sedimentgesteine und Metamorphite aus den Erdzeitaltern zwischen Präkambrium und Quartär. Ihre Anordnung lehnt sich an die Spirale eines Ammoniten (Holcophylloceras) und die Form eines Keilblattgewächses (Sphenophyllum) an.